# Флорида (півострів)
Флори́да (англ. Florida) — півострів на південному сході Північної Америки, на якому розташована більша частина штату Флорида, Сполучених Штатів Америки. Площа 115 тисяч км². Зі сходу омивається водами Атлантичного океану, із заходу — водами Мексиканської затоки. Від острова Куба на півдні відділений Флоридською протокою.
Поверхня півострова плоска рівнина висотою до 99 м. Долина складена в основному палеоген-неогеновими вапняками, що обумовлює значне поширення карсту. Східна частина півострова піднята, західна активно опущена, берега рясніють лагунами й мангровими лісами. Клімат океанічний, на півночі півострова субтропічний, тропічний на його півдні. Зима тепла і сонячна, літо вологе. Середня температура січня від 14 °C на півночі, до 20,7 °C на півдні, середня температура липня відповідно від 27 до 28,7 °C. Кількість опадів — 1200—1400 мм на рік. Річки короткі, але багатоводні (наприклад, річка Сент-Джонс судноплавна). Велика кількість озер і боліт. На півострові знаходиться найбільша водойма півдня США — озеро Окічобі Великий заболочений район Еверглейдс на півдні півострова має статус національного парку. Рослинність на півночі — субтропічна (сосни, магнолії, карликові пальми), на півдні — тропічна (пальми та інше). Корисні копалини представлені родовищами фосфоритів і титанових руд. На східному узбережжі зимові курорти США (головний — Маямі).

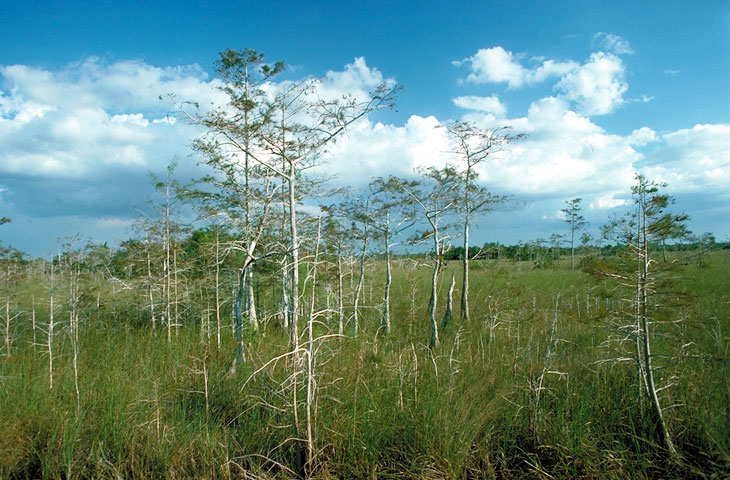
Національний парк Еверглейдс
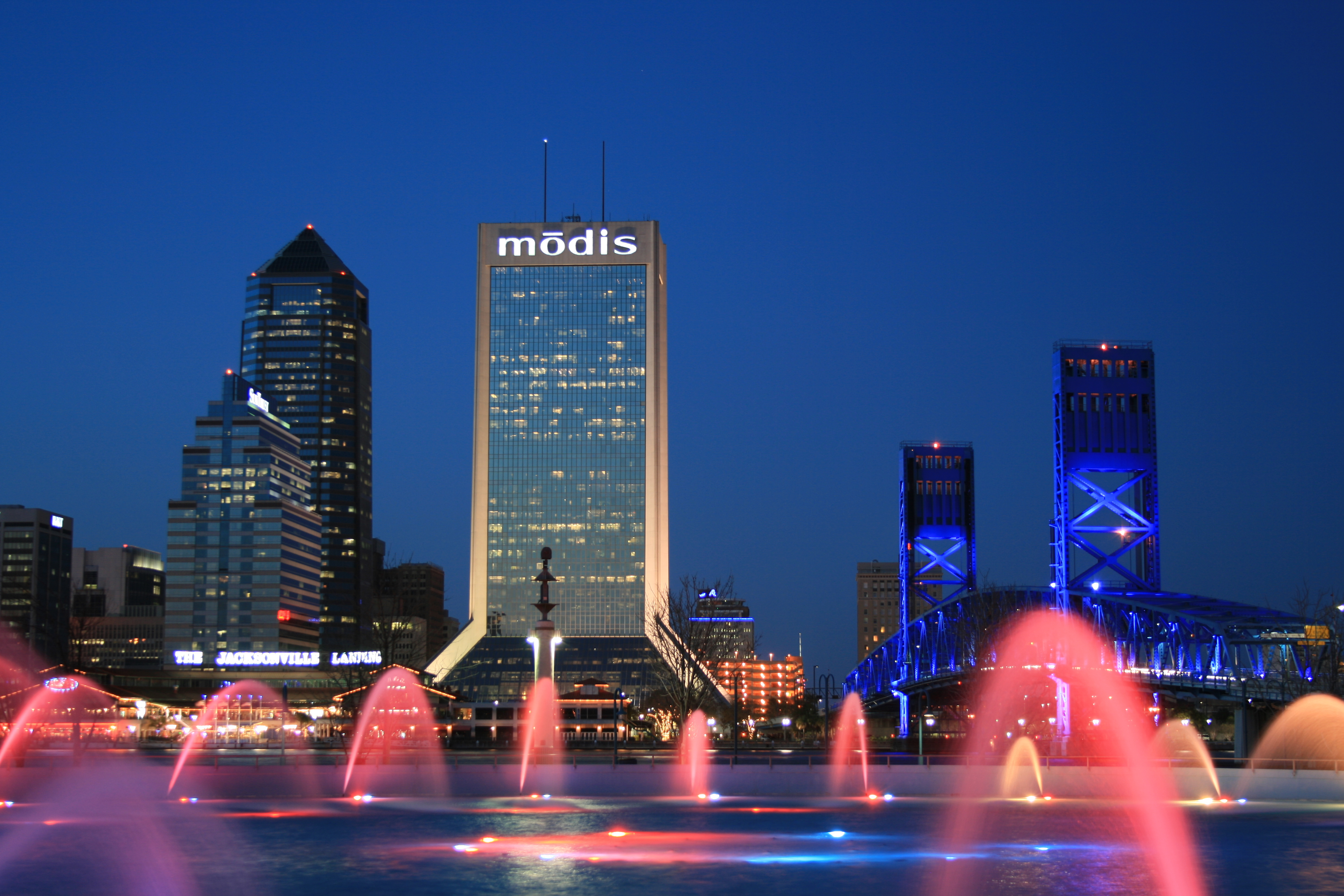
Фонтан Дружби в Джексонвіллі
Карта штату Флорида

| США | Це незавершена стаття з географії США. Ви можете допомогти проєкту, виправивши або дописавши її. |